# Reddi (banda)
Reddi (estilizado como REDDI) é um grupo dano-sueco, composto por Mathilde "Siggy" Savery, Agnes Roslund, Ida Bergkvist e Ihan Haydar.
A banda vai representar a Dinamarca no Festival Eurovisão da Canção 2022 com a música "The Show".

## Discografia

### Singles
- "The Show" (2022)